# Résolution ES-11/2 de l'Assemblée générale des Nations unies
- En faveur
- Contre
- Abstention
- Absent
- Non membre

La résolution ES-11/2 de l'Assemblée générale des Nations unies est la deuxième résolution de la onzième session extraordinaire d'urgence de l'Assemblée générale des Nations unies, adoptée le 24 mars 2022, à la suite de la résolution ES-11/1 qui a été adoptée le 2 mars 2022. La résolution ES-11/2 a réaffirmé les anciens engagements et obligations de l'ONU en vertu de sa Charte et exige à nouveau que la fédération de Russie se retire sans délai et sans conditions du territoire souverain et internationalement reconnu de l'Ukraine. La résolution déplore vivement et exprime la grave préoccupation de la société internationale vis-à-vis des attaques contre les populations civiles et les infrastructures, que le texte condamne fermement. Quatorze principes ont été convenus.

## Arrière-plan
Une session extraordinaire d'urgence est une réunion imprévue de l'Assemblée générale des Nations unies visant à formuler des recommandations urgentes face à une situation particulière, pour le maintien de la paix et de la sécurité internationales dans tous les cas où le Conseil de sécurité n'agit pas en raison du veto d'un de ses membre permanent.

Le mécanisme a été introduit en 1950 avec la résolution 377 (V) de l'Assemblée générale, L'Union pour le maintien de la paix, qui prévoit :
… dans tout cas ou parait exister une menace contre la paix, une rupture de la paix ou un acte d'agression et ou, du fait que l'unanimité n'a pas pu se réaliser parmi ses membres permanents, le Conseil de sécurité manque a s'acquitter de sa responsabilité principale dans le maintien de la paix et de la sécurité internationales, l'Assemblée générale examinera immédiatement la question afin de faire aux Membres les recommandations appropriées sur les mesures collectives à prendre, y-compris, s'il s'agit d'une rupture de la paix ou d'un acte d'agression, l'emploi de la force armée en cas de besoin, pour maintenir ou rétablir la paix et la sécurité internationales. Si I'Assemblée générale ne siège pas a ce moment, elle pourra se réunir en session extraordinaire d'urgence dans les vingt-quatre heures qui suivront la demande présentee a cet effet. 
La capacité de l'Assemblée générale à recommander des mesures collectives a fait l'objet d'un intense débat dans les années 1950 et 1960. En 1962, un avis consultatif de la Cour internationale de justice a déclaré que, même si les « mesures coercitives » sont du domaine exclusif du Conseil de sécurité, l'Assemblée générale a le pouvoir de prendre un large éventail de décisions, y compris la création d'une force de maintien de la paix.

## Onzième session d'urgence
Le 24 février 2022, la fédération de Russie a lancé une invasion à grande échelle contre l'Ukraine. Un projet de résolution déplorant l'invasion et appelant au retrait des troupes russes a fait l'objet d'un veto au Conseil de sécurité le lendemain, incitant le Conseil de sécurité à convoquer une session extraordinaire d'urgence sur le sujet de l'Ukraine avec la résolution 2623 du Conseil de sécurité des Nations unies. Cette session extraordinaire d'urgence, a permis l'adoption, le 25 février, la résolution ES-11/1 du 2 mars qui déplorait et condamnait fermement l'invasion de l'Ukraine par la fédération de Russie, et exigeait le retrait complet, sans délai, et sans conditions, des forces russes et de la décision de ladite fédération de reconnaître les autorités de faits de disant « républiques populaires de Donetsk et de Luhansk ».
Le paragraphe 10 de la résolution de l'Assemblée générale des Nations unies du 2 mars 2022 a confirmé l'implication de la Biélorussie dans un recours illégal à la force contre l'Ukraine.
La résolution a été parrainée par 96 pays et adoptée avec 141 voix pour, 5 contre et 35 abstentions.
L'action militaire de la fédération de Russie s'est poursuivie et la 11e session d'urgence a repris ; le 24 mars, elle a pris la résolution ES-11/2, puis s'est ajournée pour reprendre et adopter le 7 avril, la résolution ES-11/3. Cette session a repris plusieurs fois par la suite pour adopter d'autres résolutions.

## Résolution ES-11/2
La résolution a réaffirmé les engagements et obligations des États en vertu de la Charte des Nations unies. Elle exige à nouveau que les forces armées de la fédération de Russie et les éléments sous son contrôle effectif se retirent du territoire souverain internationalement reconnu de l'Ukraine.
Elle a également déploré et exprimé la grave préoccupation de l'Assemblée vis-à-vis des attaques contre les populations civiles et les infrastructures, qu'elle condamne fermement. Quatorze principes ont été convenus. En bref, ces principes exigeaient la pleine mise en œuvre de la résolution ES-11/1, la cessation immédiate des hostilités entre la fédération de Russie et les éléments sous son contrôle effectif contre l'Ukraine, la pleine protection des civils, y compris le personnel humanitaire, les journalistes et les personnes en situation vulnérable, et encouragent la « poursuite des négociations ». La 11e session d'urgence a été ajournée, à la suite du vote de cette résolution.

### Résultats du vote
| Vote                               | Nombre | États | Pourcentage des voix | Pourcentage des membres |
| ---------------------------------- | ------ | --- | -------------------- | ----------------------- |
| Pour                               | 140    | Afghanistan, Albania, Andorra, Antigua and Barbuda, Argentina, Australia, Austria, Bahamas, Bahrain, Bangladesh, Barbados, Belgium, Belize, Benin, Bhutan, Bosnia and Herzegovina, Brazil, Bulgaria, Cambodia, Canada, Cape Verde, Chad, Chile, Colombia, Costa Rica, Côte d'Ivoire, Croatia, Cyprus, Czech Republic, Democratic Republic of the Congo, Denmark, Djibouti, Dominican Republic, Ecuador, Egypt, Estonia, Fiji, Finland, France, Gabon, Gambia, Georgia, Germany, Ghana, Greece, Grenada, Guatemala, Guyana, Haiti, Honduras, Hungary, Iceland, Indonesia, Iraq, Ireland, Israel, Italy, Jamaica, Japan, Jordan, Kenya, Kiribati, Kuwait, Latvia, Lebanon, Lesotho, Liberia, Libya, Liechtenstein, Lithuania, Luxembourg, Malawi, Malaysia, Maldives, Malta, Marshall Islands, Mauritania, Mauritius, Mexico, Micronesia, Moldova, Monaco, Montenegro, Myanmar, Nauru, Nepal, Netherlands, New Zealand, Niger, Nigeria, North Macedonia, Norway, Oman, Palau, Panama, Papua New Guinea, Paraguay, Peru, Philippines, Poland, Portugal, Qatar, South Korea, Romania, Rwanda, Saint Kitts and Nevis, Saint Lucia, Saint Vincent and the Grenadines, Samoa, San Marino, São Tomé and Príncipe, Saudi Arabia, Senegal, Serbia, Seychelles, Sierra Leone, Singapore, Slovakia, Slovenia, Solomon Islands, South Sudan, Spain, Suriname, Sweden, Switzerland, Thailand, Timor-Leste, Tonga, Trinidad and Tobago, Tunisia, Turkey, Tuvalu, Ukraine, United Arab Emirates, United Kingdom, United States, Uruguay, Vanuatu, Yemen, Zambia | 76,50 %              | 72,54 %                 |
| Contre                             | 5      | Belarus, Eritrea, North Korea, Russia, Syria | 2,73 %               | 2,59 %                  |
| Abstention                         | 38     | Algeria, Angola, Armenia, Bolivia, Botswana, Brunei, Burundi, Central African Republic, China, Cuba, El Salvador, Equatorial Guinea, Eswatini, Ethiopia, Guinea-Bissau, India, Iran, Kazakhstan, Kyrgyzstan, Laos, Madagascar, Mali, Mongolia, Mozambique, Namibia, Nicaragua, Pakistan, Republic of the Congo, South Africa, Sri Lanka, Sudan, Tajikistan, Togo, Tanzania, Uganda, Uzbekistan, Vietnam, Zimbabwe | 20,77 %              | 19,69 %                 |
| Absence                            | 10     | Azerbaijan, Burkina Faso, Cameroon, Comoros, Dominica, Guinea, Morocco, Somalia, Turkmenistan, Venezuela | –                    | 5,18 %                  |
| Total                              | 193    | – | 100 %                | 100 %                   |
| Source: A/ES-11/L.2 voting record, |        | |                      |                         |

## Voir également
- Onzième session extraordinaire d'urgence de l'Assemblée générale des Nations unies
- Légalité de l’invasion russe de l’Ukraine en 2022
- Résolution 68/262 de l'Assemblée générale des Nations unies
- Résolution ES-11/1 de l'Assemblée générale des Nations unies
- Résolution ES-11/3 de l'Assemblée générale des Nations unies
- Résolution ES-11/4 de l'Assemblée générale des Nations unies
- Résolution ES-11/5 de l'Assemblée générale des Nations unies
- Résolution ES-11/6 de l'Assemblée générale des Nations unies
- Résolution de l'Assemblée générale des Nations unies A/RES/77/229
- Résolution de l'Assemblée générale des Nations unies
- Résolution 2623 du Conseil de sécurité des Nations unies